# Giải bóng đá vô địch quốc gia Guam 2000
Thống kê của Giải bóng đá vô địch quốc gia Guam mùa giải 2000.

## Tổng quan
Coors Light Silver Bullets giành chức vô địch.